# Prvenstvo ZNP 1930-1931
Il Prvenstvo Zagrebačkog nogometnog podsaveza 1930./31. (it. "Campionato della sottofederazione calcistica di Zagabria 1930-31") fu la dodicesima edizione del campionato organizzato dalla Zagrebački nogometni podsavez (ZNP), la diciottesima in totale, contando anche le 4 edizioni del Prvenstvo grada Zagreba (1918-1919) e le 2 del campionato del Regno di Croazia e Slavonia (1912-1914, composto esclusivamente da squadre di Zagabria).
Il torneo, chiamato 1. razred ("Prima classe"), fu vinto dal Viktorija Zagabria, al suo primo titolo nella ZNP.
Il campionato era diviso era diviso fra le squadre di Zagabria città (divise in 4 divisioni chiamate razred) e quelle della provincia (divise in varie parrocchie, župe). La vincitrice della 1. razred veniva ammessa al Državno prvenstvo (il campionato nazionale) ed inoltre disputava la finale sottofederale contro la vincente del campionato provinciale.
I campionati delle sottofederazioni iniziarono a settembre 1930, ma – a tornei in corso – la federazione decise di cambiare formula: le squadre principali disputarono le qualificazioni (21 compagini per 6 posti, divise in 3 gironi) per il campionato nazionale, mentre le rimanenti continuarono senza di loro.

## Struttura
I termini "in casa" e "in trasferta" non hanno senso perché pochi club avevano un proprio stadio. Tutte le partite sono state giocate negli unici 4 stadi di Zagabria: Koturaška cesta (del Građanski), Maksimir (del HAŠK), Tratinska cesta (del Concordia) e Miramarska cesta (del Viktorija e dello Željezničar).
| 1º livello | 1. razred | 8 squadre  |
| 2º livello | 2. razred | 10 squadre |
| 3º livello | 3. razred | 10 squadre |
| 4º livello | 4. razred | 10 squadre |

## Stagione

### Inizio
```
Girone d'andata:

05.10.1930: HAŠK-Sokol 4-0, Grafičar-Šparta 2-0, Građanski-Željezničar 2-0
12.10.1930: Željezničar-Grafičar 3-3, Građanski-Viktorija 1-0, HAŠK-Šparta 9-0
19.10.1930: Građanski-Sokol 3-1, Željezničar-Viktorija 4-0, HAŠK-Grafičar 2-2
23.11.1930: Građanski-Grafičar 2-1, Željezničar-Šparta 3-0, Viktorija-Sokol 2-0
30.11.1930: Sokol-Grafičar 1-0, Viktorija-Šparta 2-0, Concordia-Željezničar 3-0, HAŠK-Građanski 6-4
07.12.1930: Viktorija-Grafičar 5-0, Građanski-Concordia 4-0, HAŠK-Željezničar 6-4
14.12.1930: HAŠK-Viktorija 3-0, Građanski-Šparta 3-0, Željezničar-Sokol 3-1, Concordia-Grafičar 4-2
21.12.1930: Sokol-Šparta 0-0
28.12.1930: Concordia-Sokol 1-1
11.01.1931: HAŠK-Concordia 3-2
18.01.1931: Concordia-Viktorija 2-1

Girone di ritorno:

01.03.1931: Sokol-Grafičar 2-0 (annullata), Concordia-Viktorija 1-0, HAŠK-Šparta 3-0.
08.03.1931: HAŠK-Sokol 2-1
22.03.1931: HAŠK-Viktorija 1-1, Željezničar-Grafičar 3-1, Sokol-Šparta 3-0, Građanski-Concordia 5-1
29.03.1931: Željezničar-Concordia 3-2, Šparta-Grafičar 4-0, Građanski-Viktorija 2-0
```

```
Dopo la terza giornata del girone di ritorno, le prime tre in classifica (HAŠK, Građanski e Concordia) hanno continuato a gareggiare nel 
primo gruppo di qualificazione al campionato nazionale
 ed i risultati delle loro gare in 1. razred sono stati cancellati su decisione della 
JNS
. Le 5 squadre rimaste hanno continuato la competizione.
[
4
]
Non è chiaro perché il Concordia è stato preferito allo Željezničar, probabilmente per il fatto di essere il campione di Jugoslavia in carica.
```

|                   | Pos. | Squadra              | Pt | G  | V | N | P | GF | GS | QR    |
| ----------------- | ---- | -------------------- | -- | -- | - | - | - | -- | -- | ----- |
|                   | 1.   | HAŠK Zagabria        | 18 | 10 | 8 | 2 | 0 | 39 | 14 | 2,785 |
|                   | 2.   | Građanski Zagabria   | 16 | 9  | 8 | 0 | 1 | 26 | 9  | 2,888 |
|                   | 3.   | Željezničar Zagabria | 11 | 8  | 5 | 1 | 3 | 23 | 18 | 1,277 |
|                   | 4.   | Concordia Zagabria   | 9  | 9  | 4 | 1 | 4 | 16 | 19 | 0,842 |
|                   | 5.   | Sokol Zagabria       | 8  | 10 | 3 | 2 | 5 | 10 | 15 | 0,666 |
|                   | 6.   | Viktorija Zagabria   | 7  | 9  | 3 | 1 | 6 | 11 | 14 | 0,785 |
|                   | 7.   | Grafičar Zagabria    | 4  | 10 | 1 | 2 | 7 | 11 | 26 | 0,423 |
|                   | 8.   | Šparta Zagabria      | 3  | 9  | 1 | 1 | 7 | 4  | 25 | 0,160 |
| Fonte: exyufudbal |      |                      |    |    |   |   |   |    |    |       |

### Conclusione
```
26.04.1931: Viktorija-Šparta 6-0, Željezničar-Sokol 6-1
03.05.1931: Viktorija-Grafičar 8-1, Željezničar-Šparta 2-2
10.05.1931: Viktorija-Sokol 2-0
17.05.1931: Viktorija-Željezničar 3-0, Sokol-Grafičar 0-0 (nuova)
```

|                   | Pos. | Squadra              | Pt | G | V | N | P | GF | GS | QR    |
| ----------------- | ---- | -------------------- | -- | - | - | - | - | -- | -- | ----- |
|                   | 1.   | Viktorija Zagabria   | 14 | 8 | 7 | 0 | 1 | 28 | 5  | 5,600 |
|                   | 2.   | Željezničar Zagabria | 12 | 8 | 5 | 2 | 1 | 24 | 11 | 2,181 |
|                   | 3.   | Sokol Zagabria       | 6  | 8 | 2 | 2 | 4 | 6  | 13 | 0,461 |
|                   | 4.   | Šparta Zagabria      | 4  | 8 | 1 | 2 | 5 | 6  | 18 | 0,333 |
|                   | 5.   | Grafičar Zagabria    | 4  | 8 | 1 | 2 | 5 | 7  | 24 | 0,291 |
| Fonte: exyufudbal |      |                      |    |   |   |   |   |    |    |       |

Legenda:
      Campione della ZNP.
      Retrocessa nella divisione inferiore.
Note:
Due punti a vittoria, uno a pareggio, zero a sconfitta.

## Provincia
Il campionato provinciale è stato vinto dal Segesta.